# Assikvere
Assikvere (Duits: Assigfer) is een plaats in de Estlandse gemeente Peipsiääre, provincie Tartumaa. De plaats heeft de status van dorp (Estisch: küla) en telt 54 inwoners (2021).
De plaats lag tot in oktober 2017 in de gemeente Pala en in de provincie Jõgevamaa. In die maand ging de gemeente op in de gemeente Peipsiääre. Pala verhuisde daarbij van de provincie Jõgevamaa naar de provincie Tartumaa.

## Ligging
Assikvere ligt tegen de grens met de gemeente Mustvee in de provincie Jõgevamaa aan. De rivier Haavakivi, een zijrivier van de Kääpa, komt door Assikvere en vormt over een afstand van ca. 1 km de provinciegrens. Aan de overkant ligt Halliku.
In Assikvere staat een grove den met een omtrek van 276 cm en een hoogte van 14 m, de Assikvere mänd.

## Geschiedenis
Assikvere werd voor het eerst genoemd in 1582 onder de naam Hasykfer. In 1585 stond het dorp bekend als Assiguer, in 1627 als Hasigfehr, in 1638 als Assiwer of Aßiwer en in 1796 als Assikfer. Het lag op het landgoed van Hallick (Halliku).
Assikvere heeft lange tijd, tussen 1766 en 1968, een basisschool gehad.